# Řídicí vůz Bfhpvee295 ČD
Řídicí vozy Bfhpvee295, číslované v intervalu 50 54 80-30, v době zadávání výběrového řízení též označované řadou 961, přezdívané sysel, jsou řídicí vozy z vozového parku Českých drah. Vozy vznikly v letech 2011–2013 rekonstrukcí 32 osobních vozů Bdt279 a dvou vozů Btee289. Všech 34 vozů bylo rekonstruováno šumperskou firmou Pars nova. Prototypový vůz byl veřejnosti představen na ostravském veletrhu Czech Raildays 2011.
Tři vozy byly dále rekonstruovány na řadu ABfhpvee395.

## Vznik řady
Mezi hlavní výhody řídicích vozů patří snížení provozních nákladů a zkrácení pobytů v obratových stanicích. U Československých státních drah byly řídicí vozy využívány výjimečně, a to pouze u motorových vozů a elektrických jednotek. V 90. letech se počet řídicích vozů postupně zvyšoval, ale i tyto vozy byly určeny pouze k motorovým vozům a elektrickým jednotkám. První vozy do klasických souprav vedených lokomotivami jsou právě až vozy Bfhpvee295.
První zmínky o nových řídicích vozech se objevily již v roce 2007. Rekonstrukce 34 vozů Bdt279 měla vycházet z již existujících řídicích vozů Bfbrdtn794. Podle původních plánů měly být první dva vozy hotovy již v roce 2008. Výběrové řízení bylo vypsáno až na konci roku 2008. Jeho předmětem byla, vedle již zmíněné přestavby na řídicí vozy, i komplexní rekonstrukce interiéru včetně vybudování klimatizovaných velkoprostorových oddílů první a druhé třídy, víceúčelového prostoru pro přepravu vozíčkářů, jízdních kol, dětských kočárků a velkých zavazadel a bezbariérového WC s uzavřeným systémem. Celková cena rekonstrukce měla být 990 milionů Kč (29 milionů Kč za vůz). V roce 2009 bylo výběrové řízení zrušeno, protože ze soutěže byli vyloučeni všichni dodavatelé. 22. ledna 2010 České dráhy zadaly zakázku společnosti Pars nova Šumperk. Celková cena zakázky se vyšplhala na 1,05 miliardy Kč (31 milionů Kč za vůz). Původní plány byly nakonec změněny a oddíl první třídy nebyl realizován.
Dodatečně však byla místa 1. třídy dosazena do prvních tří vozů, které byly převedeny z Děčína do Prahy a nasazeny od roku 2017 pod označením ABfhpvee395 spolu s vozy Bdmteeo296 jako náhrada za poslední dožívající jednotky 451 na linkách S Pražské integrované dopravy.

## Technický popis
Vůz má jako původní osobní vůz tvarový profil UIC-Y, skříň však prodělala podstatné změny nejen v oblasti čela, ale i dosazením předních dvoukřídlých předsuvných dveří. Zůstaly mu podvozky GP200 s kotoučovou brzdou. Obě čela jsou osazena standardními nárazníky a šroubovkami. Čelní sklo a ovládací pult strojvedoucího je shodný s elektrickou lokomotivou Škoda 109E.
Interiér je plně klimatizovaný, má 58 pevných a 12 sklopných sedaček 2. vozové třídy, vybavení pro přepravu osob se sníženou schopností pohybu a orientace, kol a kočárků a jednu toaletu s uzavřeným systémem. Sedadla cestujících jsou typu Borcad Regio, police na zavazadla jsou příčné. Instalovány jsou i zásuvky 230 V, vždy jedna na dvojici či čtveřici sedadel.

## Podmínky provozu
Vůz může být provozován jako řídicí, pokud je spojen s lokomotivou uzpůsobenou pro vícečlenné řízení prostřednictvím WTB komunikace. Vozy mezi lokomotivou a řídicím vozem musí být v tomto případě vybavené minimálně 18žilovým průběžným kabelem dle vyhlášky UIC 558.

## Přezdívka
Kvůli vzhledu čela vozu, kde se nachází stanoviště strojvedoucího, se vozu začalo slangově říkat sysel – vypadá, jako by bylo nafouklé. Od toho je odvozené i slangové označení syslograf pro soupravy složené z tohoto řídicího vozu, několika dalších vozů (často Bdmtee268) a elektrické lokomotivy (často řady 162) doplňující provoz CityElefantů po vyřazení starých jednotek 451 a 452.

## Galerie
- ČD Bfhpvee295 na konci osobního vlaku odjíždějícího ze železniční stanice Česká Třebová

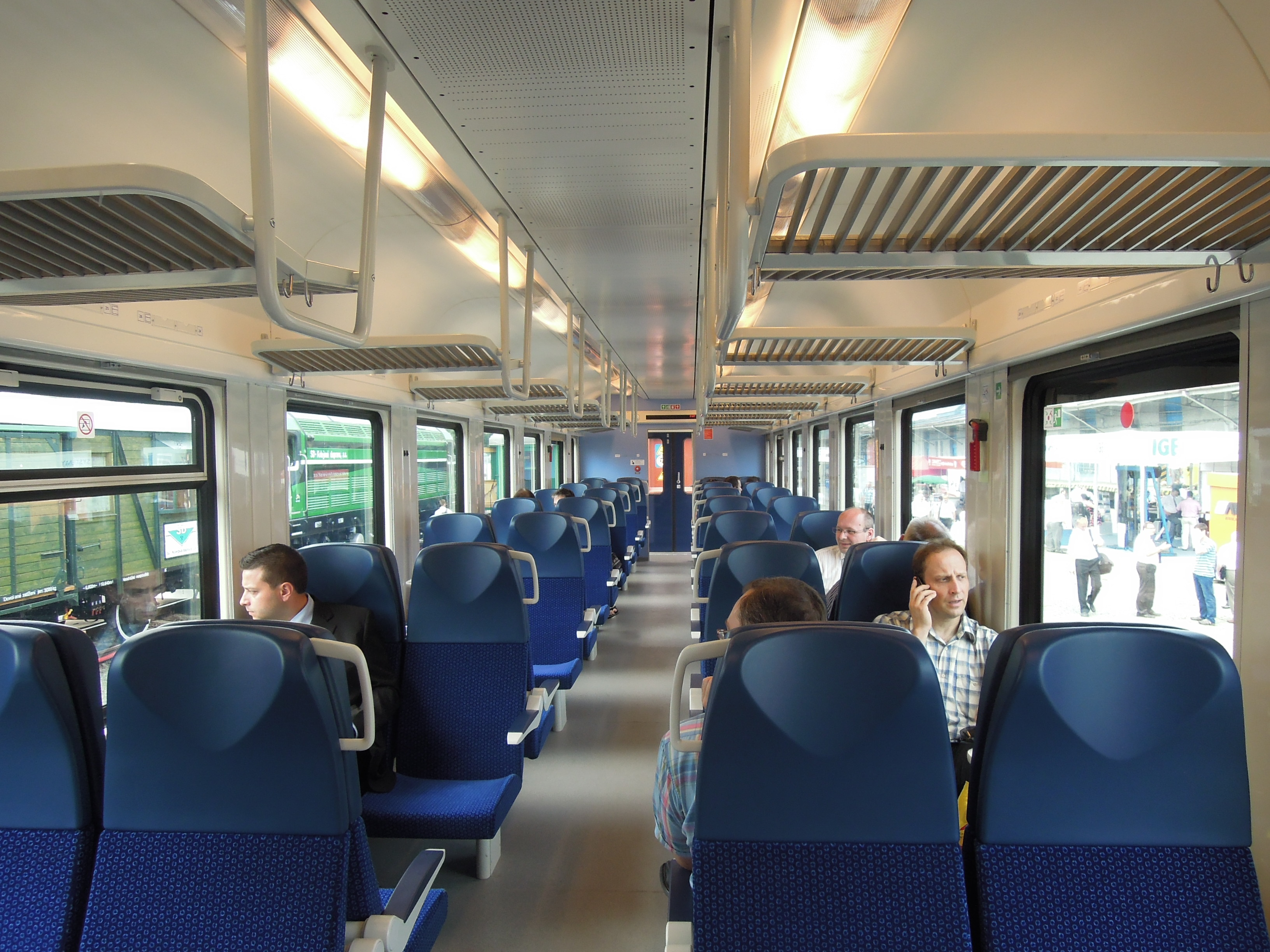
Interiér řídicího vozu Bfhpvee295
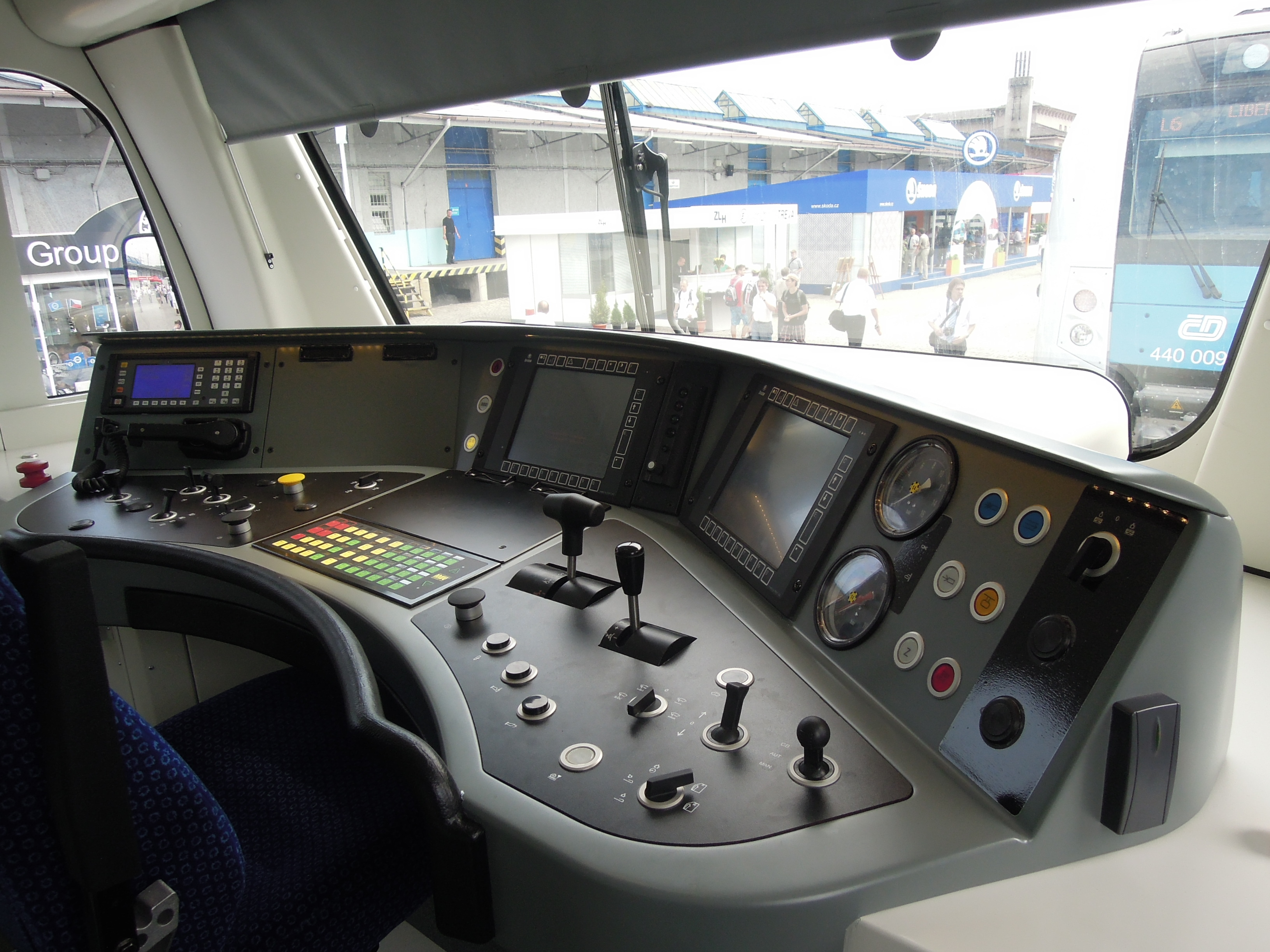
Stanoviště strojvedoucího
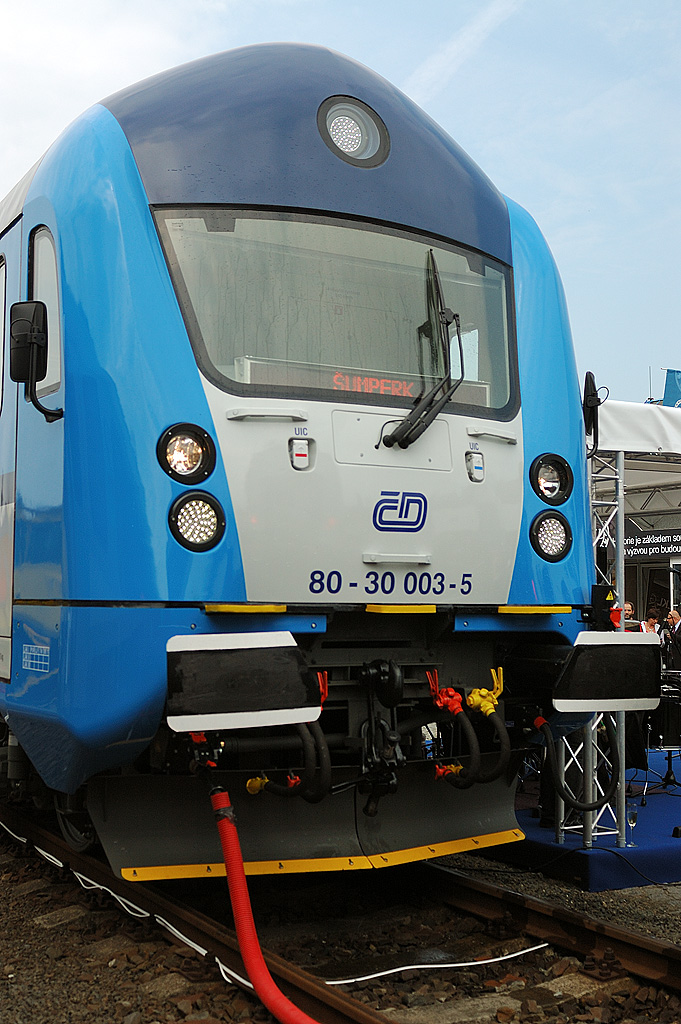
Přední část řídicího vozu

## Nasazení
Vozy Bfhpvee jsou nasazovány především na osobní vlaky na trasách:
- Přerov - Břeclav
- Kolín - Česká Třebová
- Lysá nad Labem – Ústí nad Labem západ
- Děčín hl. n. - Litvínov
- Praha – Řevnice (společně s ABfhpvee)
- R61 Opava – Ostrava – Havířov – Český Těšín – Návsí

Vozy ABfhpvee jsou nasazovány na linkách S Pražské integrované dopravy:
- Praha – Řevnice – Beroun

Dříve byly nasazovány v rychlíkových spojích na trasách:
- Kolín – Ústí nad Labem západ – Ústí nad Labem hl. n.
- Olomouc – Břeclav – Brno

a na osobních vlacích:
- Pardubice hl. n. – Jaroměř
- Ústí nad Orlicí - Lichkov
- Plzeň - Beroun (9. prosince 2012-11. prosince 2021, od 12. prosince 2021 jako záloha)